# Gran Premio di Francia 1939
Il Gran Premio di Francia 1939 fu la XXV edizione del Gran Premio di Francia, si svolse sul Circuito di Reims il 9 luglio e fu valido come seconda prova del Campionato europeo di automobilismo 1939.

## La gara
Furono disputati 51 giri del circuito, lungo 7,816 km, per un totale di 398,6 km e 9 piloti sui 15 partenti conclusero la gara.

## Classifica
| Pos. | Nº | Pilota                  | Scuderia                    | Auto                | Giri | Tempo/Causa del ritiro | Griglia | Pt. |
| ---- | -- | ----------------------- | --------------------------- | ------------------- | ---- | ---------------------- | ------- | --- |
| 1    | 12 | Hermann Paul Müller     | Auto Union                  | Auto Union Type D   | 51   | 2:21:11.8              | 5       | 1   |
| 2    | 14 | Georg Meier             | Auto Union                  | Auto Union Type D   | 50   | +1 giro                | 7       | 2   |
| 3    | 36 | René Le Bègue           | Talbot                      | Talbot MD           | 48   | +3 giri                | 8       | 3   |
| 4    | 34 | Philippe Étancelin      | Talbot                      | Talbot MD           | 48   | +3 giri                | 9       | 4   |
| 5    | 2  | Raymond Sommer          | Privata                     | Alfa Romeo Tipo 308 | 47   | +4 giri                | 13      | 4   |
| 6    | 10 | Hans Stuck              | Auto Union                  | Auto Union Type D   | 47   | +4 giri                | 6       | 4   |
| 7    | 30 | René Dreyfus            | Ecurie Lucy O'Reilly Schell | Delahaye 145        | 45   | +6 giri                | 11      | 4   |
| 8    | 4  | Luigi Chinetti          | Christian Kautz             | Alfa Romeo Tipo 308 | 45   | +6 giri                | 12      | 4   |
| 9    | 32 | Raph                    | Ecurie Lucy O'Reilly Schell | Delahaye 145        | 44   | +7 giri                | 15      | 4   |
| Rit  | 20 | Hermann Lang            | Daimler-Benz AG             | Mercedes-Benz W154  | 36   | Motore                 | 1       | 5   |
| Rit  | 18 | Manfred von Brauchitsch | Daimler-Benz AG             | Mercedes-Benz W154  | 17   | Motore                 | 4       | 6   |
| Rit  | 6  | Yves Matra              | Christian Kautz             | Alfa Romeo Tipo 308 | 17   |                        | 14      | 6   |
| Rit  | 38 | Raymond Mays            | Talbot-Darracq              | Talbot MC           | 10   | Serbatoio              | 10      | 7   |
| Rit  | 8  | Tazio Nuvolari          | Auto Union                  | Auto Union Type D   | 8    | Cambio                 | 3       | 7   |
| Rit  | 16 | Rudolf Caracciola       | Daimler-Benz AG             | Mercedes-Benz W154  | 1    | Incidente              | 2       | 7   |